# La Brillanne
La Brillanne ist eine französische Gemeinde mit 1114 Einwohnern (Stand 1. Januar 2022) im Département Alpes-de-Haute-Provence in der Region Provence-Alpes-Côte d’Azur. Sie gehört zum Kanton Forcalquier im Arrondissement Forcalquier. Die Bewohner nennen sich Brillannais.

## Geografie
Die angrenzenden Gemeinden sind Lurs im Norden, Oraison im Osten, Villeneuve im Süden und Niozelles im Westen.
La Brillanne ist durch Départementsstraßen, eine Eisenbahnlinie und die Autoroute A51, vereinigt mit der Europastraße 712, an das überregionale Verkehrsnetz angeschlossen. Auf der Ostseite verläuft der Fluss Durance teilweise durch das Gemeindegebiet von La Brillanne. 

## Bevölkerungsentwicklung
| Jahr      | 1962 | 1968 | 1975 | 1982 | 1990 | 1999 | 2009 | 2018 |
| --------- | ---- | ---- | ---- | ---- | ---- | ---- | ---- | ---- |
| Einwohner | 550  | 521  | 591  | 573  | 649  | 765  | 919  | 1137 |

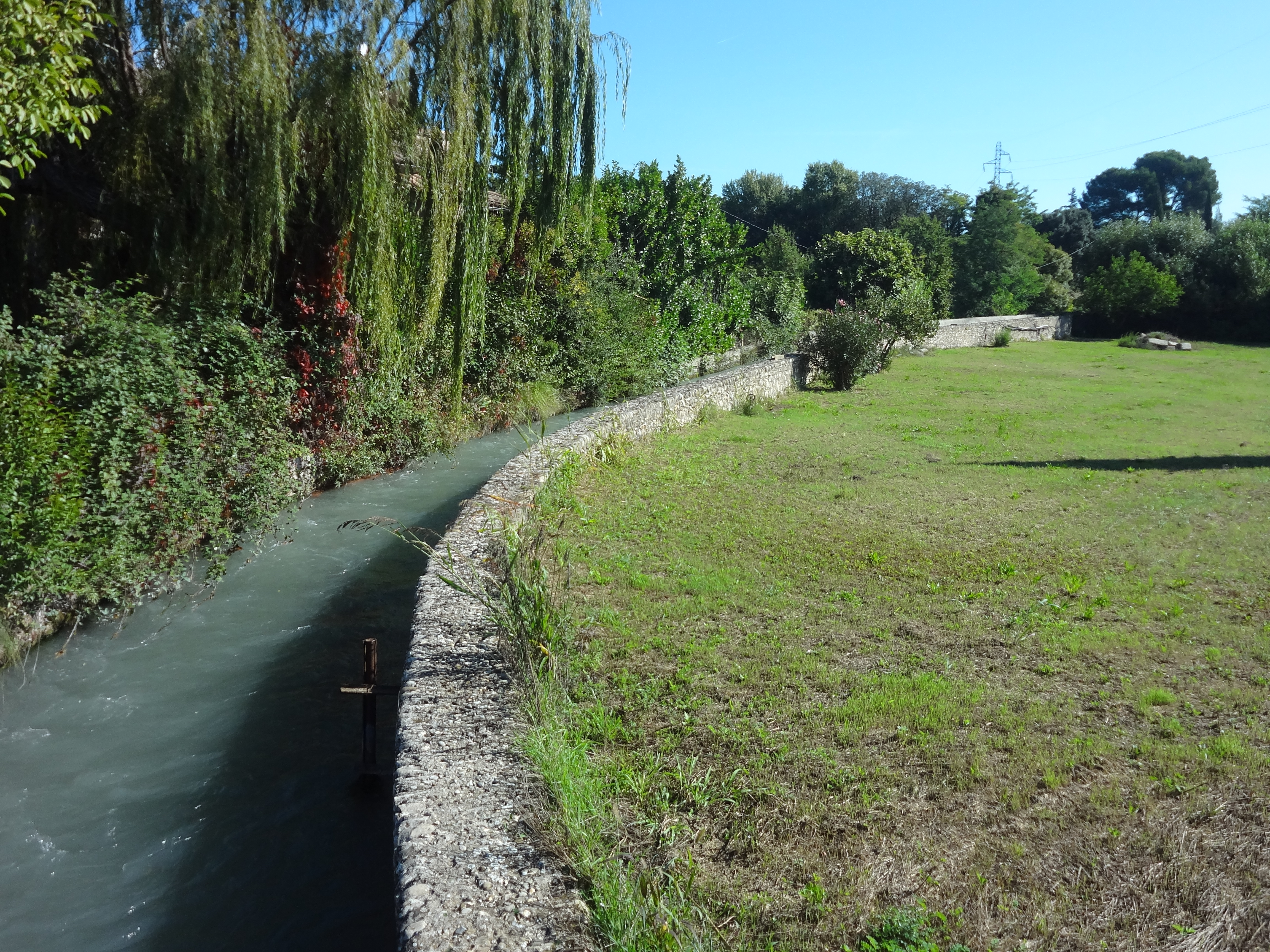
Kanal von La Brillanne
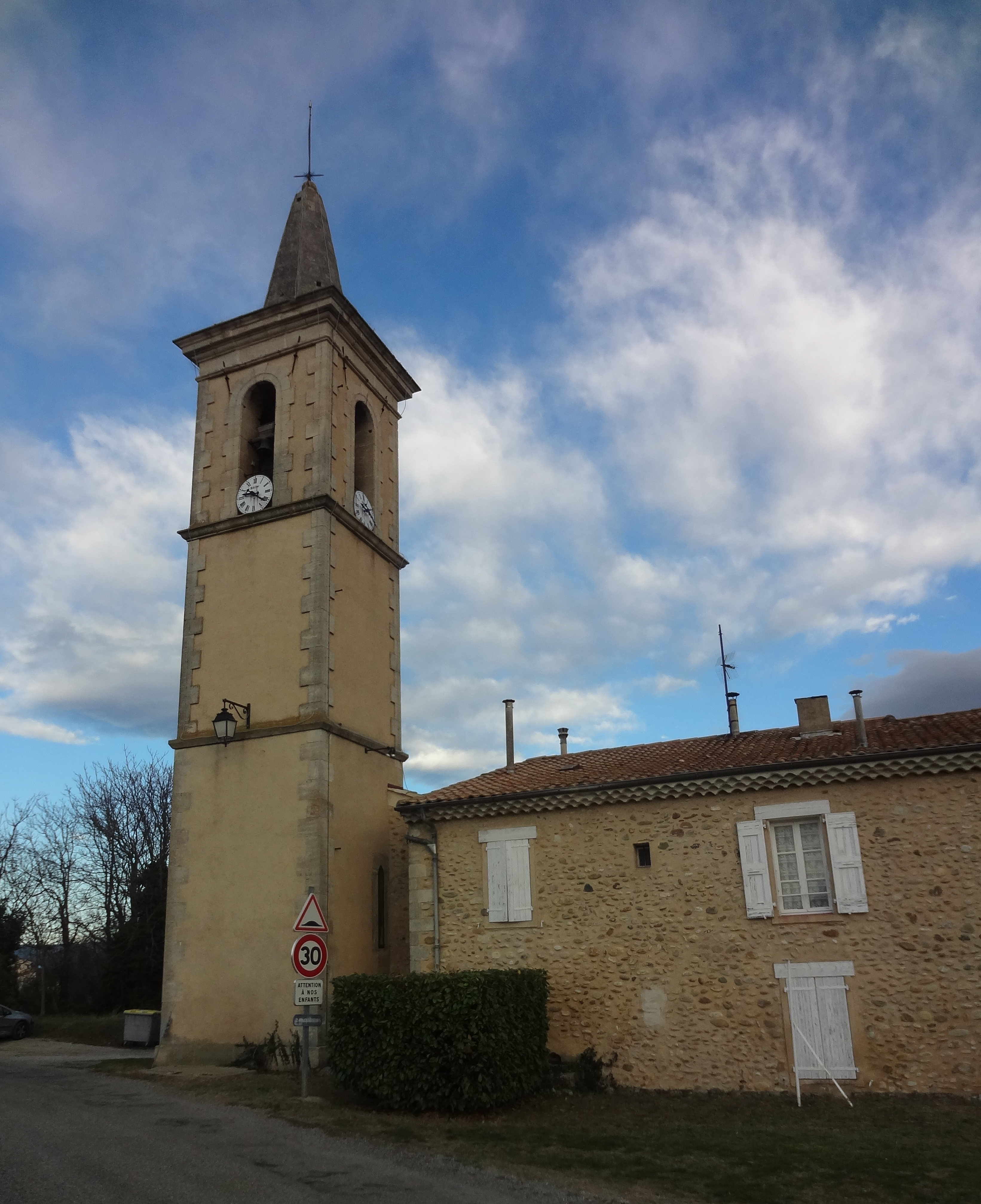
Kirche Sainte-Agathe
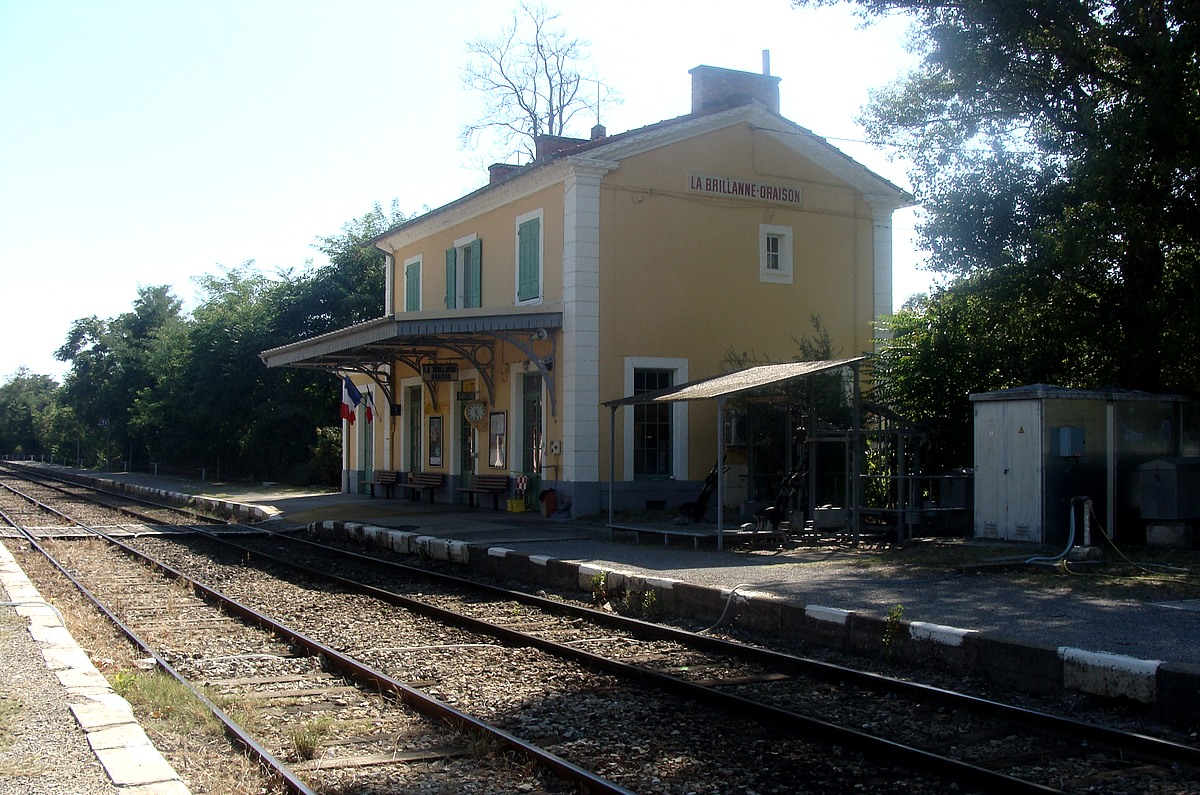
Bahnhof La Brillanne-Oraison